# Абденаби, Адилет Ергалиулы
Адилет Ергалиулы Абденаби (каз. Әділет Ерғалиұлы Әбдінәби; род. 4 февраля 1996, Каратау, Жамбылская область) — казахстанский футболист, полузащитник.

## Клубная карьера
Воспитанник жамбылского футбола. Футбольную карьеру начинал в 2015 году в составе клуба «Тараз». 15 апреля 2015 года в матче против клуба «Кайсар» дебютировал в казахстанской Премьер-лиге (3:1), выйдя на замену на 72-й минуте вместо Абзала Таубая. 27 апреля 2016 года в матче против клуба «Окжетпес» дебютировал в кубке Казахстана (1:2).

## Достижения
«Тараз»
- Серебряный призёр первой лиги: 2018

## Клубная статистика
| Игровая карьера | Игровая карьера | Игровая карьера | Лига | Лига | Кубок | Кубок | Межд. | Межд. | Др. | Др. |
| --------------- | --------------- | --------------- | ---- | ---- | ----- | ----- | ----- | ----- | --- | --- |
| 2015            | Тараз           | А               | 4    | 0    | —     | —     | —     | —     | —   | —   |
| 2016            | Тараз           | А               | 2    | 0    | 1     | 0     | —     | —     | —   | —   |
| 2017            | Жетысу          | Б               | 14   | 1    | 1     | 0     | —     | —     | —   | —   |
| 2018            | Тараз           | Б               | 22   | 3    | 1     | 0     | —     | —     | —   | —   |
| 2019            | Мактаарал       | Б               | 17   | 2    | 2     | 1     | —     | —     | —   | —   |
| 2020            | Тараз           | А               | —    | —    | —     | —     | —     | —     | —   | —   |
| 2020            | Тараз до 21     | В               | 3    | 0    | —     | —     | —     | —     | —   | —   |
| 2021            | Тараз-Каратау   | Б               | 20   | 5    | —     | —     | —     | —     | —   | —   |